# Inocencio Arias
Inocencio «Chencho» Félix Arias Llamas (Albox, España, 20 de abril de 1940) es un diplomático español, jubilado en 2010. Ocupó cargos relevantes en la diplomacia española: secretario de Estado de Cooperación (viceministro), subsecretario de Asuntos Exteriores, embajador de España ante las Naciones Unidas (julio de 1997-diciembre de 2004) y portavoz del Ministerio de Asuntos Exteriores en tres Gobiernos diferentes de la democracia (UCD, PSOE y PP).

## Carrera diplomática
Arias se licenció en Derecho en la Universidad de Murcia y accedió a la carrera diplomática en 1967, donde fue destinado a Bolivia, Argelia y Portugal. En el Ministerio de Asuntos Exteriores, dirigió la Oficina de Información Diplomática y fue portavoz del departamento en los períodos 1980-1982 (UCD), 1985-1988 (PSOE) y 1996-1997 (PP).
Representante de España en la ONU es la función que Arias desempeñó durante más tiempo, unos 7 años. En ella el diplomático fue elegido presidente de la Asociación de Embajadores ante la ONU y presidente del Comité Mundial contra el Terrorismo[cita requerida]. Inocencio Arias representaba a España en el Consejo de Seguridad durante la guerra de Irak de 2003 en la que España apoyó a EE. UU. Este controvertido conflicto, que dividió a los miembros de la ONU y a la comunidad internacional, originó comentarios de Arias que resultaron polémicos. 
Desde sus distintas responsabilidades, Arias ha participado en diversas conferencias internacionales, como la Cumbre de la Tierra (Río de Janeiro, 1992), Consejos Europeos (1986, 87, 88 y 96, Cumbres de la OTAN (Madrid, 1997), Cumbre de Oriente Medio (Madrid, 1991), Cumbre del Movimiento de Países No Alineados (Yakarta, 1992) y Cumbres Iberamericanas de México (1991), Madrid (1992), Salvador de Bahía (1993), y Santiago (1996).
Arias impartió clases de Relaciones Internacionales en la Universidad Complutense y en la Universidad Carlos III de Madrid.
Además de haber sido director general del club futbolístico de la primera división española Real Madrid entre 1993 y 1995, Arias escribió un libro, Los tres mitos del Real Madrid, acerca de la trayectoria personal y deportiva de tres destacados delanteros del equipo, Alfredo Di Stéfano, Emilio Butragueño y Raúl.
En 1993 hizo un pequeño papel en la película Todos a la cárcel.
Tras su jubilación Arias escribió semanalmente un blog «Crónicas de un diplomático jubilado» en la edición digital de El Mundo (2010-2015).
Desde 2015 colabora con el programa matinal Herrera en COPE.

## Declaraciones y polémicas acerca de la guerra de Irak (2003)
Inocencio Arias dejó el cargo de embajador español ante la ONU el 17 de mayo de 2004, (cuestionando la inoperancia de Naciones Unidas), a iniciativa del recién nombrado gobierno de José Luis Rodríguez Zapatero. Pocos meses antes, en agosto de 2003, todavía bajo el gobierno de José María Aznar, Arias se había visto obligado a interrumpir sus vacaciones y regresar a Nueva York. En medios periodísticos se coincidió en afirmar que el precipitado regreso del diplomático a Nueva York fue la reacción de la entonces ministra de exteriores, Ana de Palacio a las declaraciones que Arias realizó días antes en la Universidad de verano de El Escorial y en la Universidad Internacional Menéndez Pelayo de Santander, afirmando que "si no aparecen las armas que supuestamente tenía Sadam Hussein la guerra quedaría en tela de juicio". La afirmación de Arias, aunque resultaría cierta,  no coincidió entonces con la posición oficial del Gobierno español, que sostuvo su apoyo a la Invasión de Irak en 2003 basado en que la existencia de armas de destrucción masiva estaba constatada en resoluciones anteriores del Consejo de Seguridad de la ONU y en que Irak no había logrado acreditar su destrucción.

## Polémicas sobre descendientes de españoles en el extranjero
Durante su etapa como cónsul general de España en Los Ángeles, Arias solo inscribía en el Registro Civil a los hijos nacidos por gestación subrogada de familias heteroparentales. Posteriormente, un artículo de su autoría acerca de la ampliación legal de la nacionalidad a descendientes de españoles nacidos en el extranjero causó cierta polémica.

## Publicaciones
Ha publicado diversos libros, entre los que destacan: 
- Confesiones de un diplomático (Planeta, 2006) en el que narra su período en la ONU y hace consideraciones sobre dicha organización y el mundo estadounidense.
- La trastienda de la diplomacia: De Eva Perón a Barack Obama, 25 encuentros que cambiaron nuestra historia (Plaza y Janés, 2010), junto a Eva Celada. Se describen en él diversas cumbres internacionales.
- Los Presidentes y la diplomacia: me acosté con Suárez y me levanté con Zapatero (Plaza y Janés, 2012), donde relata los aciertos y errores de los presidentes españoles en el campo internacional, además de numerosas anécdotas.
- Yo siempre creí que los diplomáticos eran unos mamones (Plaza y Janés, 2016)
- Con pajarita y sin tapujos (Plaza y Janés, 2019), donde aborda asuntos actuales, al margen de la corrección política.[8]